# 六軒家川
六軒家川（ろっけんやがわ）は、大阪府大阪市此花区を流れる河川。延長1,450m。古くは六軒屋川と記した。

## 地理

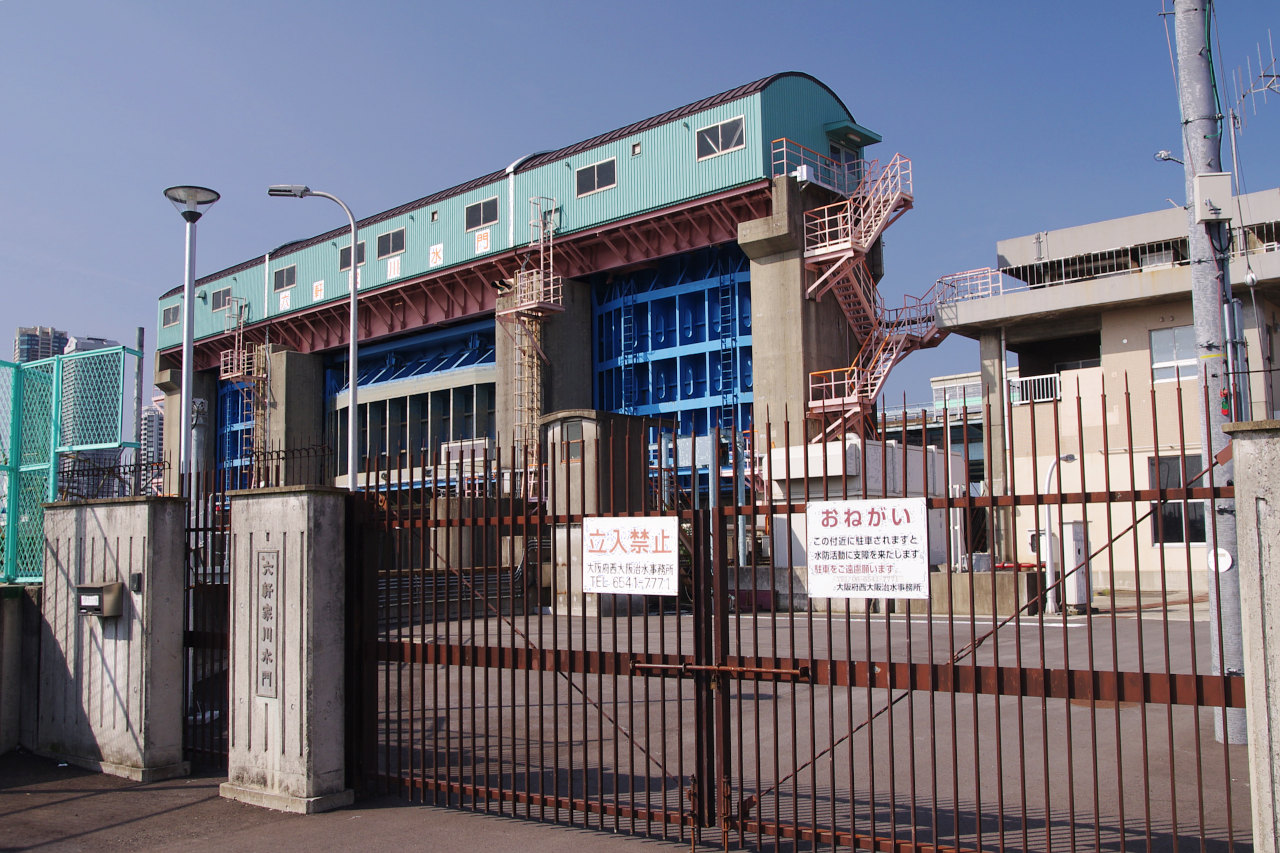
六軒家川水門と管理施設の正門

淀川の分流の一つである正蓮寺川から分かれ、淀川の旧本流である安治川に合流する。春日出橋より下流の河川水面は大阪港の港湾区域となる。春日出橋の下流側には、津波・高潮の遡上を防ぐ六軒家川水門が設けられている。
江戸時代の1767年（明和4年）に開削された。開削に当たっては土地の一部が川敷となる六軒屋新田や四貫島村、春日出新田に対し、安治川左岸の湊屋新田（現在の港区弁天・石田）内に代地が与えられた。

## 橋梁
- 嬉ケ崎橋（朝日1・2丁目、西九条5丁目）[10]
- 朝日橋（朝日1丁目、梅香1丁目、西九条5・6丁目）[11][12] - 初め岡山藩により1863年（文久3年）に架けられた[6]。現在の鋼橋は1951年（昭和31年）の完成[6]。
- 六軒家橋（梅香2丁目、西九条6丁目）[13]
- 春日出橋（春日出南1丁目、西九条7丁目）[14]
- 安治川大橋（春日出南2丁目、西九条7丁目）[15]